# دالباهادور راناماجار
دالباهادور راناماجار (مواليد 1961) هو ملاكم نيبالي، مثّل بلاده في الألعاب الأولمبية الصيفية في دورتي 1984 و1988.

## روابط خارجية
دالباهادور راناماجار على موقع أوليمبيديا (الإنجليزية)